# Dan Bittman
Dan Bittman, född 29 mars 1962 i Bukarest, är en rumänsk rocksångare, låtskrivare, programledare och skådespelare.

## Biografi
Bittman sjöng med antal rockgrupper under 1980-talet. Sedan 1985 är han frontman för rockgruppen Holograf.
Bittman representerade Rumänien i Eurovision Song Contest 1994 med bidraget Dincolo De Nori och kom på 21:a plats med 14 poäng. Han var Rumäniens första representant i tävlingen. Han medverkade i den rumänska uttagningen till tävlingen 1998 som medlem av en expertjury som skulle utse det årets bidrag.
2001-2003 var Bittman programledare för lekprogrammet Bravo Bravissimo, som sändes på TVR 1. Sedan 2004 är han programledare för Tv-showen Dănutz SRL, som sänds på samma kanal. 2012 var han en del av juryn i den rumänska versionen av talangtävlingen The X Factor.
2004 tilldelades Bittman den nationella utmärkelsen Ordinul Meritul Cultural med titeln ”Riddare, kategori B” av Rumäniens president Ion Iliescu för sina insatser inom rumänsk musik.
2010 utsågs han till rådgivare i det rumänska finansdepartementet, men avgick kort efter sitt tillträdande.

## Diskografi

### med Holograf
- Holograf 2 (1987)
- Holograf 3 (1988)
- Holograf 4 (1989)
- World Full of Lies (1990)
- Banii vorbesc (1992)
- Stai în poala mea (1995)
- Holograf 69 la sută unplugged (1996)
- Supersonic (1998)
- Undeva departe (1999)
- Holografica (2000)
- Best Of - Dimineață în altă viață (2002)
- Pur și simplu (2003)
- Taina (2006)
- Roșu și Negru - Tribut lui Liviu Tudan (2007)
- Primăvara începe cu tine (2009)
- Love Affair (2012)

### Soloalbum
- Dincolo De Nori (Beyond The Clouds) (1994)

## Filmografi
- Proprietarii de stele (2001)
- Lori, Dan și Tanti Mili (2002)
- Orient Express (2004)
- Supraviețuitorul (2008)